# Sartrouville
Sartrouville är en kommun i departementet Yvelines i regionen Île-de-France i norra Frankrike. Kommunen ligger i kantonen Sartrouville som tillhör arrondissementet Saint-Germain-en-Laye. År 2022 hade Sartrouville 51 570 invånare.

## Befolkningsutveckling
Antalet invånare i kommunen Sartrouville
| Referens: INSEE |